# Neowerdermannia vorwerkii
Neowerdermannia vorwerkii är en kaktusväxtart som beskrevs av Fric. Neowerdermannia vorwerkii ingår i släktet Neowerdermannia och familjen kaktusväxter. Inga underarter finns listade i Catalogue of Life.

## Bildgalleri

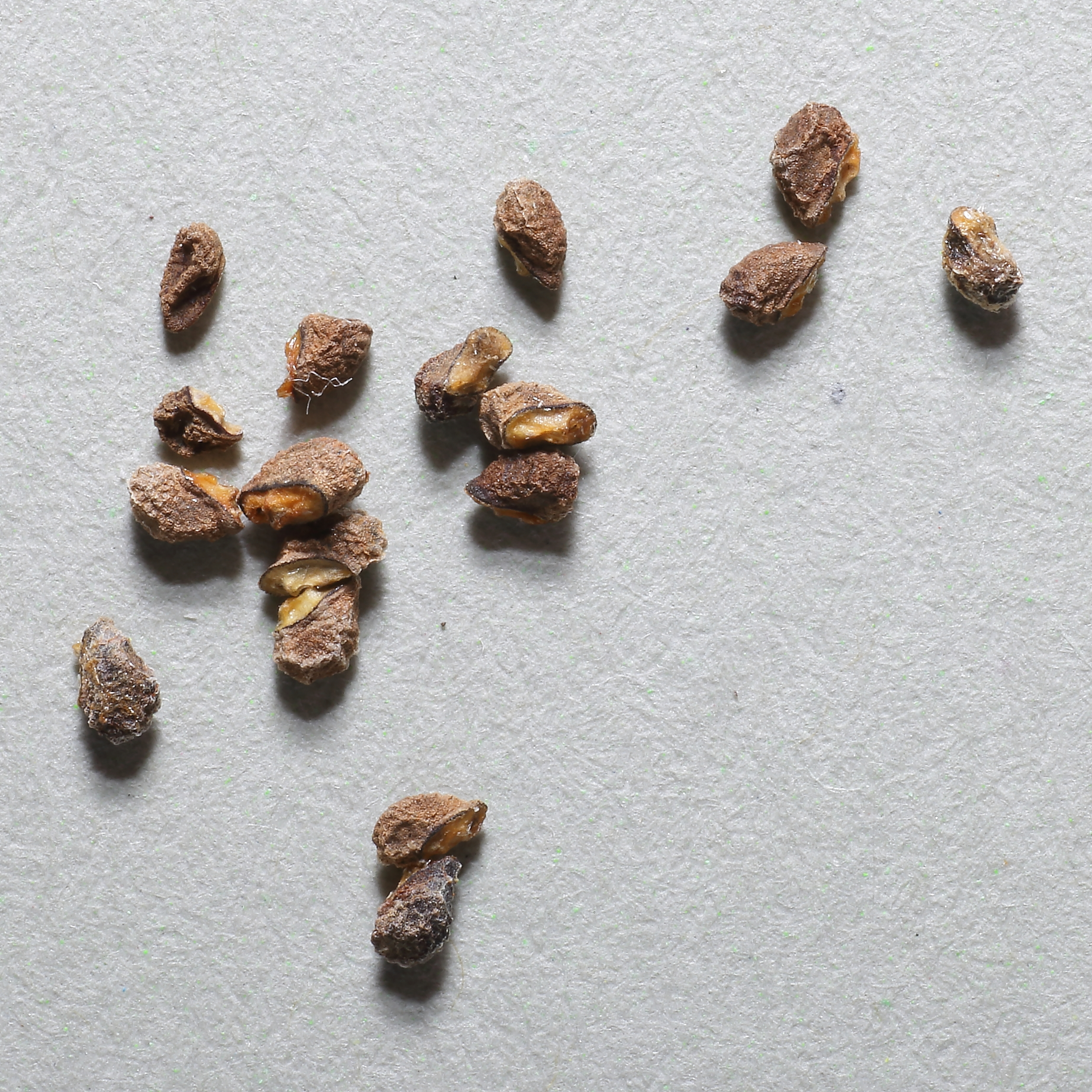
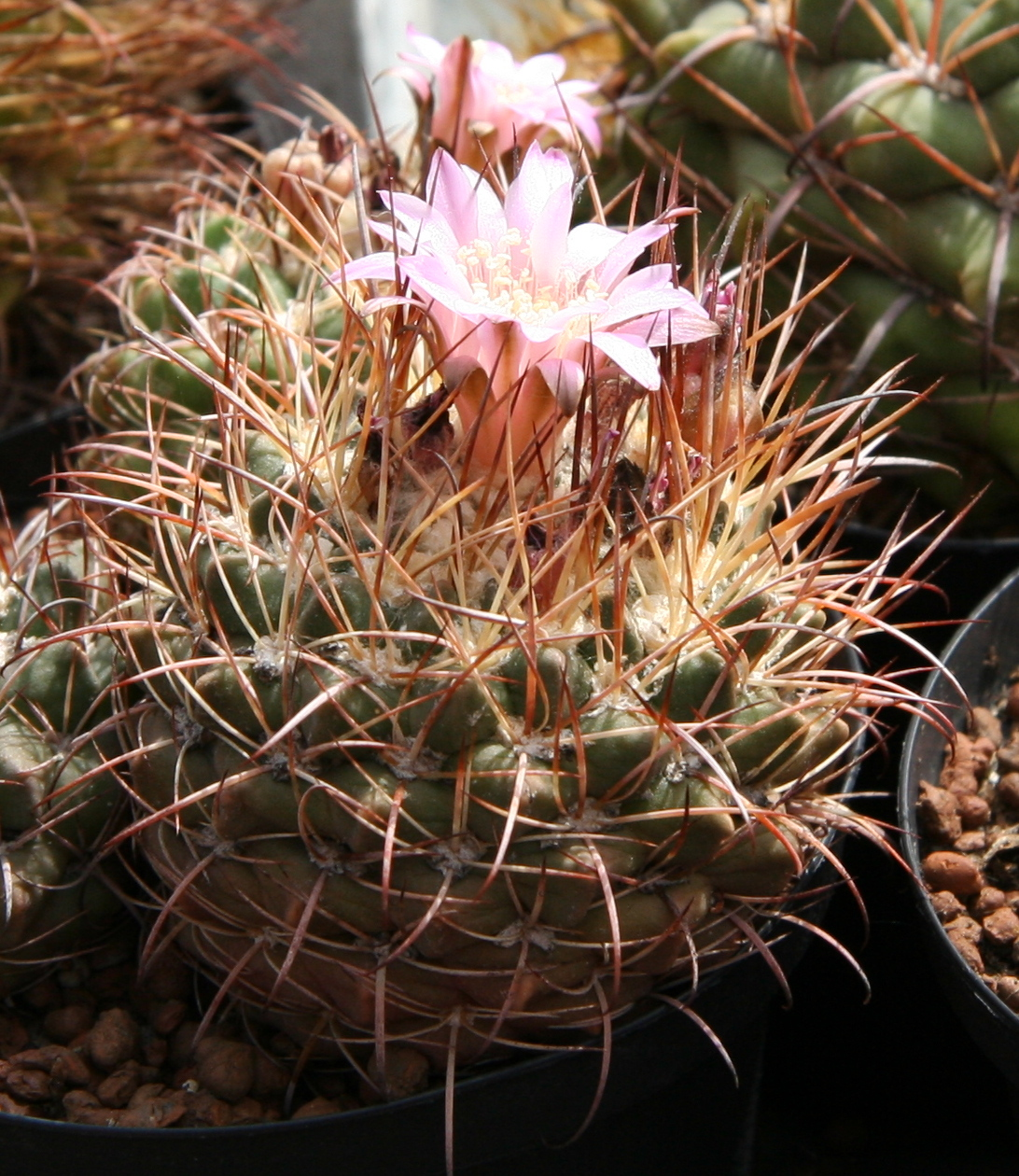